# Axel Romdahl

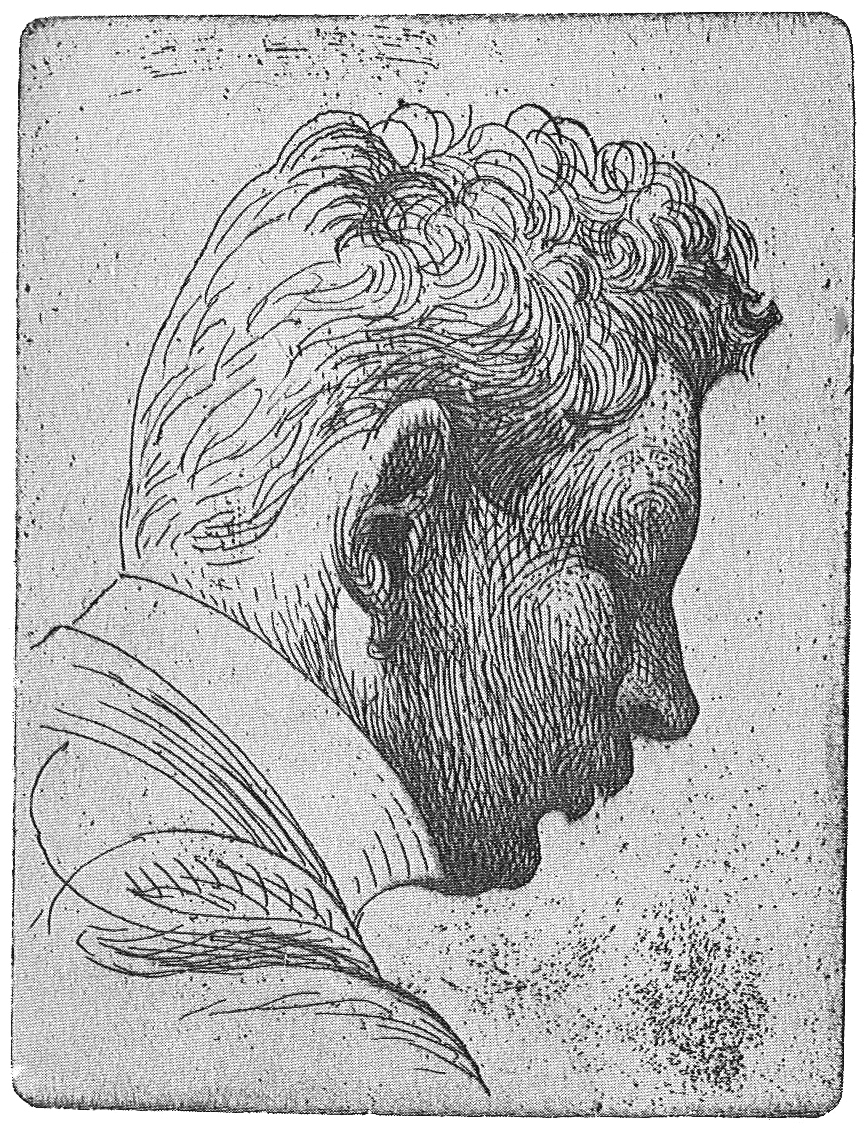
Axel Romdahl porträtterad av Carl Larsson.

Axel Ludvig Romdahl, född 18 mars 1880 i Linköping, död 14 maj 1951 i Göteborg, var en svensk konsthistoriker och museiman.

## Biografi
Släktnamnet Romdahl kommer från Roma socken på Gotland. Axel Romdahl var son till lektorn Per Axel Cyrus Romdahl, rektor vid Linköpings allmänna läroverk, och Clara Theresia Brogren, dotter till Ludvig Brogren. Fadern blev omskriven runt sekelskiftet då han dömdes i Göta hovrätt för misshandel av en elev som skadade hörseln på ena örat. Axel Romdahl gifte sig 1906 i Stockholm med Gudrun Biller, dottern till en kamrer. Det finns en målning av henne utförd av sonen Gunnar Romdahl från 1937, och en av Axel Romdahl från 1940. Romdahl kallades för "Ludde" för att inte förväxlas med Axel Nilsson, både på Nordiska museet och i Göteborg.
Romdahl blev filosofie kandidat vid Uppsala universitet 1900, filosofie licentiat och filosofie doktor 1905. Han disputerade med avhandlingen Pieter Brueghel d.ä. und sein Kunstschaffen. Han blev tillförordnad (e.o.) amanuens vid Nationalmuseum i Stockholm 1903 och vid Nordiska museet 1904. "Nog kände jag ett visst vemod vid att lämna arbetet i Nordiska Museet och kretsen av kamrater och vänner i Stockholm. Men att kasta loss från staden Stockholm föll sig icke svårt. Jag var bara förtöjd där, hade aldrig fällt ankare." Romdahl kom till Göteborg den siste april 1906 för att bli intendent vid Göteborgs konstmuseum och docent vid Göteborgs högskola. År 1920 blev han professor på högskolan. Installationen den 9 april blev en dubbelinstallation, då även Malte Jacobsson fick sin professorstitel. Man höll gemensam installationsmiddag i familjen Romdahls rymliga våning vid Sten Sturegatan.
| ”                      | Kombinationen av museiintendenturen och lärarbefattningen vid högskolan var ju från början förutsedd och för högskolan den mest bekväma och närliggande vägen att få konsthistorien representerad. Det fanns ingen möjlighet att skaffa medel till en helt fristående professur. | „ |
| – Romdahl 1951, s. 226 | |   |

Romdahl tillhörde den generation av unga välutbildade konsthistoriker som formades under tiden före första världskriget utifrån ett noggrant studium av konstverk, arkitektur och skriftligt källmaterial. I ungdomen var det främst den tyskspråkiga konstvetenskapen som influerade honom.  Hans skriftliga produktion uppvisar encyklopediska kunskaper och stor närhet till konstverket.
Romdahl etablerade sig snabbt som en av de mer betydande kulturpersonligheterna i staden, och han hade även god kontakt med konstsamlaren Conrad Pineus. Han hade även kontakter med Anders Zorn, Carl Larsson och Edvard Munch varför dessa är rikt företrädda på konstmuseet och han är själv representerad vid Göteborgs konstmuseum med en landskapsmålning.
Romdahl blev också ledamot av styrelsen för Slöjdföreningens skola 1909, av kommittén för Charles Felix Lindbergs donationsfond och för Röhsska museet. Under Göteborgsutställningen 1923 var han kommissarie för utställningen Nordisk Konst. Romdahl ägnade sig med glädje åt sällskaps- och föreningslivet, vilket också gav nyttiga kontakter. Han var god vän med Leonard Jägerskiöld, Erland Nordenskiöld, A.U. Bååth och han tycks ha trivts i Göteborg. Staden blev den fasta punkten i Romdahls verksamhet som meuseiman och konsthistoriker.
| ”                    | Det Göteborg till vilket jag flyttade var i mycket olika den nuvarande staden. Stadsbilden svarade ännu ganska bra mot de 1800-talslitografier som med sin frostiga ton och stela upplinjering av fasaderna utmed Stora Hamnkanalen voro ägnade att inge främlingen en förnimmelse av respektabel tråkighet och avvisande stelhet, gärna överförd också till föreställningen om invånarne. Intrycket var, i parentes, det litografiska utförandets fel. Stadsbilden var i verkligheten både vacker och förnäm med rådhusets klassicistiska fasad, Kristine kyrkas fina grönskimrande kopparlanternin och det forna Ostindiska kompanihusets lugna tegelytor speglade i vattnet och med den i stilen enhetliga räckan av patricierhus på kanalens södra sida. | „ |
| – Romdahl 1951, s. 9 | |   |

Redan när Romdahl anlände till Göteborg 1906 rådde stor platsbrist i Ostindiska kompaniets byggnad vid Stora Hamnkanalen. Efter år av diskussioner byggdes det nya museet vid Götaplatsen, vilken skulle fungera som huvudentré för Jubileumsutställningen och därefter byggas ut för att bilda stadens kulturella centrum. Konstmuseet skulle också fungera som fondkuliss för Kungsportsavenyns långa perspektiv. Hans livsverk symboliseras av de båda byggnaderna Göteborgs konstmuseum och Linköpings domkyrka. Det senare markerar hans konstvetenskapliga gärning eftersom han 1911-1916 genomförde byggnadshistoriska undersökningar där tillsammans med Sigurd Curman.
Romdahl tillhörde i Göteborg det så kallade Lördagslaget, som samlades om lördagarna bland annat för att dryfta politiska frågor. Sällskapet räknade även bland andra Erland Nordenskiöld, Leonard Jägerskiöld, Henrik Almstrand, Ernst Hagelin, Otto Sylwan, Ludvig Stavenow, Erik Björkman, Evald Lidén, Otto Lagercrantz, Axel Nilsson, Gösta Göthlin, Albert Lilienberg och Peter Lamberg.
Romdahl genomförde flera studieresor i de flesta europeiska länder och har även utgett många skrifter i konsthistoria, bland annat en om Michelangelo 1943.
I Statens porträttsamling på Gripsholms slott återfinns en minnespenning föreställande Axel Romdahl utförd av Bror Hjorth. Hans arkiv förvaras på Göteborgs universitetsbibliotek och hans gravvård återfinns på Norra griftegården, Linköping.
Romdahl fick motta Göteborgs stads förtjänsttecken den 4 juni 1948, med följande motivering:
| ” | Frodig till kropp och själ har Axel Romdahl under många och långa år öst över vår stad och oss ur sitt rika ymnighetshorn. Göteborgs kulturliv skulle ha varit fattigare och färglösare utan honom. Han är renässansens senfödde ättling här uppe i Norden. Göteborgs konstmuseums samlingar vittnar främst om vad han gjort. Till hans meriter hör emellertid icke minst, att han i farans stund tog på sig den krävande uppgiften att bygga upp stadens eget försvar. Axel Romdahl, låt mig få överlämna stadens utmärkelse som ett tecken på vår stora uppskattning av Eder gärning. | „ |

Orden om Göteborgs försvar syftar till att Romdahl innan andra världskriget var delaktig i Föreningen för Göteborgs Försvar. Där lanserade han idén att Göteborgs fastighetsägare skulle skänka pengar till inköp av luftvärn till skydd för staden och dess civila innevånare. Orsaken var att man hade sett de svåra skador och mänskliga förluster som bombningar av städer gav upphov till under Spanska inbördeskriget. Alla som skänkte pengar fick tillstånd att sätta Göteborgs luftskyddsmärke på sin fasad.